# Sidi Al Kamel
Sidi Al Kamel (franska: Sidi Al Kamel (CR), Sidi Al Kamel (Commune Rurale), arabiska: بوزنيقة (البلدية)) är en kommun i Marocko.   Den ligger i provinsen Sidi Kacem och regionen Rabat-Salé-Kénitra, i den norra delen av landet, 80 km nordost om huvudstaden Rabat. Antalet invånare är 26 788.